# Atrobucca geniae
Atrobucca geniae är en fiskart som beskrevs av Ben-tuvia och Trewavas, 1987. Atrobucca geniae ingår i släktet Atrobucca och familjen havsgösfiskar. Inga underarter finns listade.